# Let It Be (sång)
Let It Be (Lennon/McCartney) är en låt av The Beatles inspelad 1969 och utgiven 1970. När musiktidningen Rolling Stone i november 2004 gjorde en lista över världens femhundra bästa låtar genom tiderna kom Let it Be på tjugonde plats. Låten spelas i filmen Across the Universe.

## Låten och inspelningen
John Lennon var inte den ende i gruppen som då och då tänkte på sin döda mor men medan Lennon reds av demoner i samband med detta tycks Paul McCartney trots allt varit mer harmonisk. Denna låt skrev han efter en dröm där hans döda mor ska ha sökt upp honom för att trösta honom mitt i det elände som tornade upp sig kring honom. Att modern hette ”Mary” ger givetvis även en religiös tolkning åt den närmast psalmliknande texten som just därför nått ut till en bred publik. Lennon, vars elakhet tycks ha blivit allt värre under sessionerna, hånade emellertid låten öppet och det var senare han som såg till att lägga in sitt pipiga ”Now We’d like to do Hark the Angels Come” precis innan låten börjar på LP:n. Man prövade den i tre dagar (25, 26, 31 januari 1969) och först tagning 27 föll Paul på läppen. George Harrison lade senare på ett solo på låten 20 april 1969 och det är den versionen som blev en singel (utgiven tillsammans med You Know My Name (Look Up the Number) i England 6 mars och i USA 11 mars 1970). 4 januari 1970 jobbade åter Paul och George med låten varvid Harrison lade på ett nytt solo samt lite kör från både honom och McCartney samt från McCartneys hustru Linda. Den versionen släpptes på LP:n Let It Be som utgavs i England och USA 8 respektive 18 maj 1970.
Låten nådde förstaplatsen på den amerikanska topplistan, men låg som högst på andra plats på den brittiska topplistan, under skådespelaren Lee Marvins något oväntade hit "Wand'rin' Star" från filmen Guldrushens glada dagar.

## Listplaceringar
| Lista (1970)   | Position         |
| -------------- | ---------------- |
| Flandern       | 3                |
| Irland         | 3                |
| Kanada         | 1                |
| Nederländerna  | 1                |
| Norge          | 1                |
| Schweiz        | 1                |
| Storbritannien | 2                |
| Sverige        | 3 (Kvällstoppen) |
| Sverige        | 6 (Tio i topp)   |
| USA            | 1                |
| Vallonien      | 2                |
| Västtyskland   | 2                |
| Österrike      | 1                |